# Équevillon
Équevillon là một xã trong vùng hành chính Franche-Comté, thuộc tỉnh Jura, quận Lons-le-Saunier, tổng Champagnole. Tọa độ địa lý của xã là 46° 45' vĩ độ bắc, 05° 56' kinh độ đông. Équevillon nằm trên độ cao trung bình là 616 mét trên mực nước biển, có điểm thấp nhất là 551 mét và điểm cao nhất là 812 mét. Xã có diện tích 4.84 km², dân số vào thời điểm 1999 là 524 người; mật độ dân số là 108 người/km².

## Thông tin nhân khẩu
| 1962 | 1968 | 1975 | 1982 | 1990 | 1999 |
| ---- | ---- | ---- | ---- | ---- | ---- |
| 136  | 161  | 339  | 432  | 518  | 524  |

## Địa điểm tham quan
Di tích còn lại của lâu đài Montrivel từ thế kỉ thứ 12.